# Janusz Grzymułtowski
Janusz Grzymułtowski herbu Nieczuja (ur. 1567, zm. 25 czerwca 1617) – kasztelan bydgoski od 1602 r., starosta śremski od 1603 r.

## Życiorys
Urodził się ok. 1567 r. prawdopodobnie w rodzinnych Grzymułtowicach. Był synem Mikołaja i jego drugiej żony, Zofii Dzierżanowskiej. Nie wiadomo, do jakich szkół uczęszczał, w każdym razie był człowiekiem dobrze wykształconym.
Od 1569 r. czynnie występował na sejmikach, gdzie dawał niejednokrotnie dowody rozumu i dzielności, rozstrzygając wątpliwości i spory. Sejmik posejmowy w Środzie Wlkp. w 1601 r. zlecił mu między innymi dopilnowanie, by zebrane na wojnę inflancką pieniądze dostały się bez zwłoki rotmistrzom. 15 listopada 1602 r. został mianowany kasztelanem bydgoskim. W grudniu tego roku obrany został posłem. W 1603 r. otrzymał wraz z żoną starostwo średzkie.
7 października 1606 roku podpisał ugodę pod Janowcem. W 1607 roku był posłem na sejm z województwa poznańskiego. W czasie rokoszu Zebrzydowskiego stał po stronie króla Zygmunta III. Był wysłannikiem monarchy do pertraktowania z rokoszanami. Przekonał rokoszan o bezskuteczności ich walki, a w obozie królewskim pod Janowcem uczestniczył przy przeprosinach Zygmunta III przez Mikołaja Zebrzydowskiego. Po rokoszu doszedł do sławy i znaczenia.
Poseł na sejm nadzwyczajny 1613 roku z Wielkopolski. Od 21 lutego do 7 maja 1614 r. uczestniczył w pracach komisji bydgoskiej powołanej do zapłaty wojsku smoleńskiemu. Grzymułtowski był żarliwym katolikiem, obracał się w otoczeniu humanistów wielkopolskich.
Zmarł 26 czerwca 1617 r. w wieku 50 lat. Był żonaty z Barbarą Grudzińską, córką Andrzeja, kasztelana krzywińskiego i Anny Stadnickiej (związek małżeński zawarty przed 1568 r.) Miał z nią ośmiu synów: Stanisława (starostę średzkiego), Mikołaja, Andrzeja, Jana (opata w Lądzie), Krzysztofa (rotmistrza królewskiego), Marcina, Wojciecha i Macieja oraz trzy córki: Zofię, Annę i Katarzynę.
Kasztelanowi Grzymułtowskiemu poświęcili utwory panegiryczne: Jan Piórowic oraz Jan Centalius. Ten ostatni w swoim poemacie podkreślał, iż to Bydgoszcz wiodła go do zaszczytów. W epitafium kończącym poemat podniósł cnoty kasztelana bydgoskiego: pobożność, bezprzykładną hojność dla ubogich oraz wyjątkowe zdolności umysłowe.